# Varennes-lès-Mâcon
Varennes-lès-Mâcon is een gemeente in het Franse departement Saône-et-Loire (regio Bourgogne-Franche-Comté) en telt 460 inwoners (2004). De plaats maakt deel uit van het arrondissement Mâcon.

## Geografie
De oppervlakte van Varennes-lès-Mâcon bedraagt 4,8 km², de bevolkingsdichtheid is 95,8 inwoners per km².
De onderstaande kaart toont de ligging van Varennes-lès-Mâcon met de belangrijkste infrastructuur en aangrenzende gemeenten.

## Demografie
Onderstaande figuur toont het verloop van het inwonertal (bron: INSEE-tellingen).